# 1819 في المملكة المتحدة
فيما يلي قوائم الأحداث التي وقعت خلال عام 1819 في المملكة المتحدة.

## أحداث
- 16 أغسطس – مذبحة بيترلو

## مواليد

### فبراير
- 13 فبراير – فرنسيس سميث

### أبريل
- 27 أبريل – وليم موير مؤرخ من المملكة المتحدة.

### مايو
- 13 مايو – ألفريد بارينغ غارود
- 24 مايو – فيكتوريا ملكة المملكة المتحدة

### يونيو
- 5 يونيو – جون كوش آدامز
- 12 يونيو – تشارلز كينجسلي

### يوليو
- 2 يوليو – توماس أندرسون

### أغسطس
- 25 أغسطس – ألان بينكرتون

### نوفمبر
- 22 نوفمبر – جورج إليوت
- 29 نوفمبر – جورج براون

## وفيات

### يناير
- 1 يناير – جون مارشال (مواليد 1748) مستكشف من المملكة المتحدة.

### يوليو
- 20 يوليو – جون بلايفير (مواليد 1748)

### أغسطس
- 25 أغسطس – جيمس واط (مواليد 1736)

### نوفمبر
- 15 نوفمبر – دانيال رذرفورد (مواليد 1749) طبيب وكيميائي أسكتلندي.